# Trichovelleda rufula
Trichovelleda rufula är en skalbaggsart som beskrevs av Stefan von Breuning 1970. Trichovelleda rufula ingår i släktet Trichovelleda och familjen långhorningar.
Artens utbredningsområde är Kenya. Inga underarter finns listade i Catalogue of Life.